# Alain Rolland
Alain Rolland (ur. 22 sierpnia 1966 w Dublinie) – irlandzki rugbysta, reprezentant kraju, następnie międzynarodowy sędzia rugby union. Sędziował w Pro12, europejskich pucharach, a także w rozgrywkach reprezentacyjnych, w tym w Pucharze Świata, działacz sportowy.
Uczęszczał do Blackrock College. Grał na pozycji łącznika młyna, podczas kariery sportowej związany był z klubami Blackrock College RFC i Moseley RFC, zaś na poziomie regionalnym dla Leinster rozegrał czterdzieści spotkań.
Trzykrotnie zagrał w irlandzkiej reprezentacji – zadebiutował w meczu z Argentyną w październiku 1990 roku, kolejne dwa występy, tym razem z ławki rezerwowych, przeciwko USA i Włochom nastąpiły odpowiednio w roku 1994 i 1995. Występował także w kadrze rugby 7, w tym w Pucharze Świata 1993 czy Hong Kong Sevens.
Pierwszy mecz sędziował, gdy na meczu, gdzie miał być kibicem, nie zjawił się wyznaczony arbiter. Wraz z nadejściem profesjonalizmu w rugby zakończył aktywną grę i rozpoczął kursy sędziowskie, by pozostać związanym z tym sportem. Sędziował spotkania w lokalnych irlandzkich rozgrywkach, nie tylko seniorskich. W październiku 2000 roku poprowadził pierwsze mecze w europejskich pucharach, był głównym arbiterem finałów Pucharu Heinekena w sezonach 2003/2004, 2012/2013 i 2013/2014, a także European Challenge Cup w roku 2009/2010. W sierpniu 2001 roku zadebiutował natomiast w Magners League i do 2014 roku zaliczył 65 występów.
W panelu IRB znalazł się w 2001 roku, a karierę międzynarodową zapoczątkował testmeczem Walia-Rumunia we wrześniu tego roku. Do sędziowania Pucharu Sześciu Narodów został po raz pierwszy wyznaczony w edycji 2002 i pojawiał się w tym turnieju do 2014. Rok później zaczął natomiast sędziować w Pucharze Trzech Narodów i w panelu arbitrów, z wyjątkiem edycji 2008, znajdował się do 2012.
Trzykrotnie sędziował w Pucharze Świata – w 2003, 2007 i 2011. W 2007 został wyznaczony na głównego arbitra finałowego pojedynku. Granicę pięćdziesięciu meczów międzynarodowych osiągnął w pod koniec lipca 2011 roku, zaś jego ostatnim, sześćdziesiątym ósmym testmeczem było spotkanie Walii z Francją w lutym 2014 roku. W trakcie kariery sędziował także podczas tournée British and Irish Lions w roku 2009 oraz mecze z udziałem Barbarians.
Był następnie konsultantem sędziowskim World Rugby, a w marcu 2016 roku został szefem arbitrów rugby piętnastoosobowego zastępując na tym stanowisku Joëla Jutge.
Żonaty z Lisą, czwórka dzieci – Mark, Clodagh, Natasha i Amy. Nigdy nie był zawodowym graczem ani arbitrem – pracował jako broker hipoteczny oraz kierownik sprzedaży, prowadził także działalność konsultingową. Jako syn Francuza i Irlandki biegle posługiwał się zarówno językiem francuskim, jak i angielskim. W 2015 roku wydał autobiografię pt. The Whistle Blower: A Journey Deep Into the Heart of Rugby (ISBN 978-0-9526260-2-2).